# 英格夫·文德尔
英格夫·文德尔（德語：Ingolf Wunder，1985年9月8日—），奧地利鋼琴家，曾在2010年奪得第16屆蕭邦國際鋼琴比賽第二名，同時也是最佳協奏曲、最佳幻想波蘭舞曲，及最佳人緣獎三項特別獎得主。

## 生平

### 幼年
1985年9月8日出生於奧地利南部的克恩頓邦克拉根福，文德尔自小即展現音乐天賦，一聽到管弦樂，便熱情地指揮。四歲開始學習小提琴，儘管愛好拉小提琴，他卻從未打算成為小提琴家。与此同時，他还顯露出在運動方面的天分。此外，他對科技和電腦科學也有興趣，但是這些都無法掩蓋他在鋼琴上的天賦。在十四歲左右，他對鋼琴的天賦碰巧被一位來自林茲的老師霍斯特·馬特烏斯發現，文德尔放棄拉了十年的小提琴，離開克拉根福前往林茲的音樂學院，在馬特烏斯教授的指導下深入學習鋼琴。這時他愛上了藝術，並決定全心全意投入鋼琴。

### 崭露头角
轉學鋼琴的幾個月後，文德尔在義大利科爾泰米利亞參加他的第一個青年比賽並獲得第一名。不久之後，在都靈舉辦的歐洲音樂比賽、在漢堡舉辦的史坦威鋼琴大賽等亦獲得第一名。轉換樂器約一年後，文德尔在維也納音樂廳首次登臺，演奏李斯特的梅菲斯特圓舞曲及德布西的前奏曲等。2001年文德尔十六歲時，他不只在音樂會上演奏了全本李斯特超技練習曲，而且還獲得匈牙利布達佩斯李斯特國際鋼琴比賽的李斯特獎。2003年，法國指揮家伊曼纽尔·克里文在偶然聽到文德尔練習後，便邀請文德尔到巴黎香榭麗舍劇院與法國國家管弦樂團一起演出普羅高菲夫的第三號鋼琴協奏曲。後來，文德尔到維也納音樂與表演藝術大學繼續學習鋼琴。

### 轉折點
經過短暫但困難的一段猶豫是否該放棄追求鋼琴事業而投入電腦科學領域的時期後，他於2008年開啟與第五屆蕭邦國際鋼琴比賽首獎得主——波蘭鋼琴家哈拉谢维奇的合作。一年後，文德尔決定最後一次參加鋼琴比賽，無論結果如何。

### 重大突破
2010年在華沙蕭邦國際鋼琴比賽中引起軒然大波與讚賞：贏得了第二名、最佳協奏曲獎、最佳幻想波蘭舞曲獎、最受觀眾喜愛獎，還有世界各地的忠實聽眾。
文德尔演出足跡遍及多個國家，包括奧地利、保加利亞、德國、芬蘭、法國、匈牙利、義大利、馬爾他、波蘭、葡萄牙、俄羅斯、斯洛伐克、西班牙、亞美尼亞、中國大陸、臺灣、以色列、日本、南韓、沙烏地阿拉伯、阿根廷、美國等國。

## 外部連結
- 官方网站
- 英格夫·文德尔的Facebook專頁
- 英格夫·文德尔的X（前Twitter）
- 英格夫·文德尔的Instagram帳戶
- YouTube上的英格夫·文德尔頻道
- Ingolf Wunder - DG Artists （页面存档备份，存于）
- Ingolf Wunder - Steinway & Sons （页面存档备份，存于）